# Trèmol
El trèmol (Populus tremula) és una espècie de pollancre de la família de les salicàcies. També rep el nom de pollancre trèmol, poll trèmol, poll gavatx, tremolera o tremoleta.
És un arbre de 20-22 m, a voltes fins a 30 m, que viu en boscos de muntanya i és rar a la terra baixa. Es distribueix per tota la regió eurosiberiana. A Catalunya (nord i sud) i Andorra es troba des del Pirineu fins a les muntanyes de Prades, en boscos caducifolis clars entre els 0 i els 2.000 metres d'altitud. No arriba al País Valencià ni a les Illes Balears.
Presenta fulles arrodonides, d'entre 3 i 7 cm i tenen un pecíol llarg i aixafat. L'escorça és llisa i verdosa en els arbres adults i blanquinosa en els joves.
El seu nom tremula, prové del llatí, i significa "tremoladís"; possiblement degut al llarg pecíol de les fulles, que fa que es moguin per poc vent que faci.

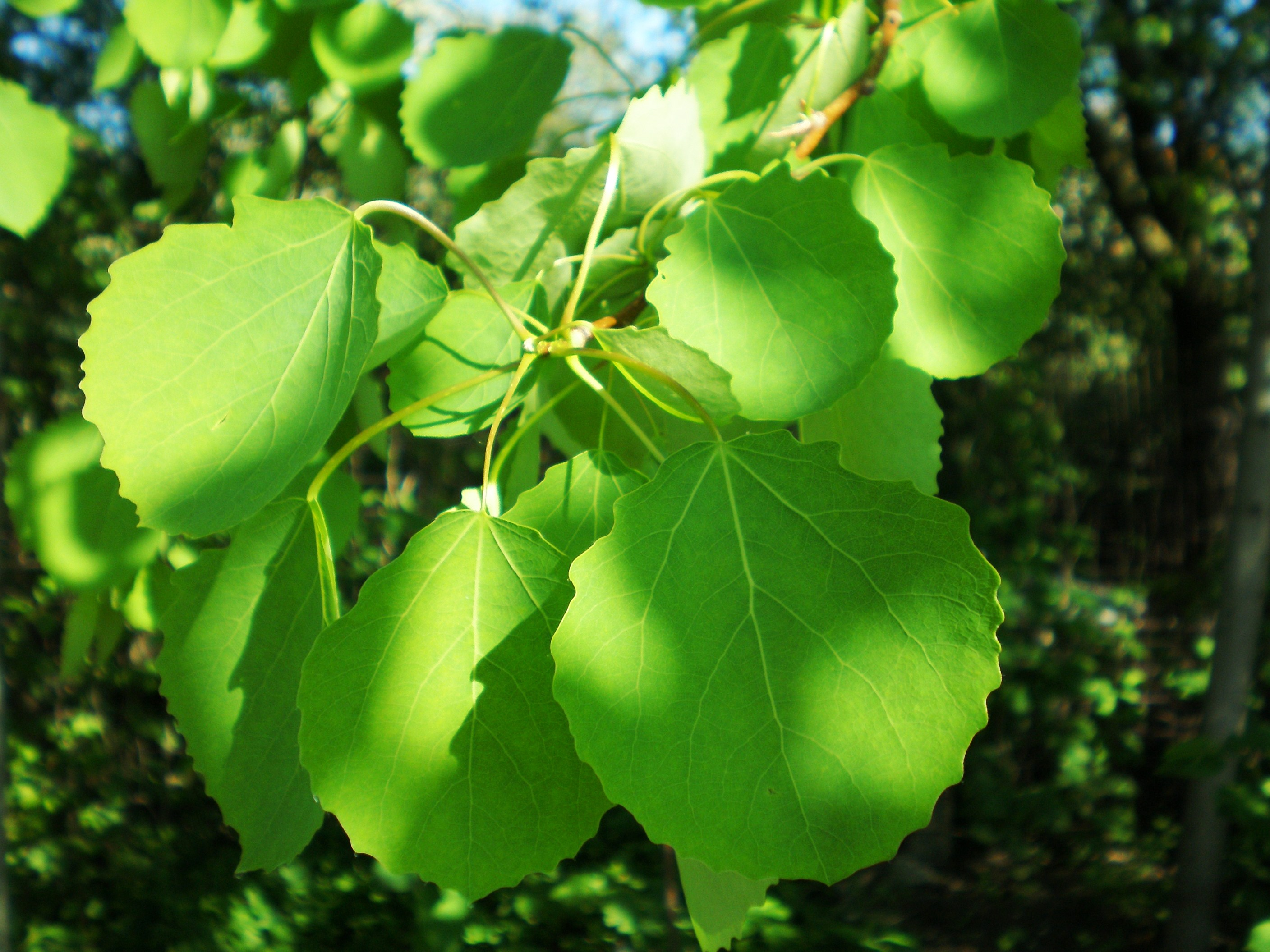
Fulles